# TEN CREATE
TEN CREATE（テンクリエイト）は、北海道札幌市豊平区に本拠を置く、芸能事務所。北海道内で活動するローカルタレント及びローカルアイドルが所属している。
同じく札幌市に本社を置く芸能事務所「ライブプロ」から、一部タレントおよびスタッフが移籍してできた事務所である。

## 所属タレント
EverZOne
- KEI
- DAICHI
- HIROKI
- SASUKE
- Te!chi

La Voys
- 木下陽平
- YUYA
- 前田隼人
- JP